# Katarzyna Wapowska
Katarzyna Wapowska z Maciejowskich herbu Ciołek (ur. 1530, zm. 1596) – kasztelanka, dziedziczka wielu ziem na Rusi, fundatorka kolegium jezuickiego w Lublinie, kościoła w Dynowie i Hyżnem.
Urodziła się jako córka Stanisława Maciejowskiego - starosty zawichojskiego i Anny Czuryło ze Stojanowic. Jej bratem był Stanisław – kasztelan sandomierski i wojnicki, marszałek dworu królowej Barbary, marszałek nadworny koronny; poeta i mówca.
Poślubił ją wdowiec Kacper Maciejowski (zm. 1535) – rotmistrz królewski, który z Anną Leżeńską miał syna Mikołaja Maciejowskiego – wojewodę lubelskiego (1572). Po śmierci męża w 1535 r. wyszła za mąż za Jakuba Herburta (zm. 1549). Miała z nim córkę Reginę Herburt – poślubioną przez hetmana wielkiego koronnego Stanisław Żółkiewskiego, ur. pod Żółkwią w 1547 r., poległego w bitwie pod Cecorą w 1620 roku.  Była od 1565 r. drugą żoną Andrzeja Wapowskiego (zm. 1574 r.) –  kasztelana przemyskiego, syn Stanisława i Magdaleny z Jordanów. Katarzyna Wapowska była matką Jana Stanisława Wapowskiego, który w 1580 roku ożenił się z Katarzyną Kostczanką, h. Dąbrowa.
Mąż Katarzyny Wapowskiej – Andrzej Wapowski, w 1574 r., w czasie uroczystości koronacyjnych Henryka Walezego na Wawelu, gdy doszło do walki pomiędzy Samuelem Zborowskim i Karwatem sługą Jana Tęczyńskiego (zm. 1593), kasztelana wojnickiego,  podjął się rozdzielenia walczących. Samuel Zborowski, zdenerwowany interwencją,  uderzył Wapowskiego czekanem w głowę, wskutek czego tenże zmarł, a sprawca skazany został na banicję.
Dobra, które w 1522 roku przeszły w ręce kasztelana przemyskiego – Stanisława Wapowskiego, otrzymała wdowa po jego synu Andrzeju Wapowskim – (zabitym w 1574).  Po niej dziedziczył jej syn Stanisław Jan Wapowski, a w 1632 r. Dynów przejął jego syn Karol Wapowski. (Wskutek działu zawartego w roku 1644 między braćmi Wapowskiemi, wnukami Katarzyny i Andrzeja: Mikołajem i Karolem, sprzedał Mikołaj; Bachórz Jerzemu Kazimierzowi Krasickiemu – podkomorzemu sanockiemu, a Karol, sprzedał Dynów; Marcinowi Konstantemu Krasickiemu, i także; Hartę, Lipnik, Wesołę, Łubno i  Kazimirówkę).
Dług ciążący na posiadłościach rodu Maciejowskich spłaciła stryjeczna siostra chorążego Katarzyna Wapowska. 23 stycznia 1593 roku, Katarzyna Wapowska z Maciejowskich – wdowa po Andrzeju Wapowskim właścicielu Dynowa, w wystawionym  w obecności biskupa przemyskiego Wawrzyńca Gorlickiego, dokumencie postanowiła zmienić na skutek wykupienia, istniejące w jej dobrach cerkwie, na kościoły rzymskokatolickie w Izdebkach, Hłudnie, Łubnie i Warze.
W roku 1590 ufundowała drewniany kościół, na wzniesieniu zwanym Tatarską Górą w Hyżne, a w nim umieściła w ołtarzu głównym obraz, (którego była ofiarodawcą) przedstawiający Matkę Boską z Dzieciątkiem, który następnie zasłynął cudami i został koronowany w 1932 roku, i dokończyła budowę kościoła w Dynowie w roku 1604. Wsparła też budowę kościoła w Lublinie.
Pochowana została przez syna Stanisława Wapowskiego w kościele w Dynowie.